# Рождественский хоррор
Рождественский хоррор — жанр художественной литературы и кино, включающий элементы ужасов в сезонную обстановку.

## Происхождение и история
Жанр — часть сезонной британской традиции, восходящей к доисторическим празднованиям зимнего солнцестояния. Hollywood Reporter, ссылаясь на «Зимнюю сказку» Шекспира 1623 года как на предшественника этого жанра, утверждает, что он перекликается с ранней традицией связывать смерть зимы с грядущим возрождением весны.
«Рождественская песнь» Чарльза Диккенса 1843 года — ранний пример рождественского хоррора в художественной литературе, по мнению Британского института кино, он «навсегда связал праздничный сезон с этим жанром». Диккенс написал и другие истории с привидениями, действие которых разворачивается в праздничные дни, например, «Сигнальщик» 1866 года.
В начале 1900-х годов М. Р. Джеймс писал истории о привидениях, которые он, следуя традиции подобных праздничных развлечений, читал вслух друзьям на Рождество. В 1954 году американское издательство EC Comics опубликовало выпуск Vault of Horror под названием «…And All Through the House», в котором фигурировал убийца, одетый как Санта.
Ужасы присутствовали в рождественских фильмах, начиная с начала 1900-х годов. К ранним примерам относятся «Ночь перед Рождеством» Владислава Старевича (1913), «Возница» Виктора Шёстрёма (1921) и «Убийство Деда Мороза» Кристиана-Жака (1941).
В 1970-х годах Би-би-си транслировала ежегодную рождественскую программу «История о привидении», основанную на рассказах Джеймса. Позже был выпущен сериал Кристофера Ли «Рождественские истории о привидениях», в котором сам Ли сыграл Джеймса, читающего свои истории вслух, затем прозошёл перезапуск «Рождественской истории о привидениях»; оба сериала вышли в эфир в начале 2000-х годов.
Киножанр полностью сформировался в 1970-х годах и вызвал споры. Ранними примерами современного жанра рождественских ужасов в кино являются фильм 1971 года «Кто убил тётушку Ру?» и «Тихая ночь, кровавая ночь» 1972 года. Фильм «Байки из склепа» 1972 года был экранизацией части …And All Through the House «Склепа ужасов» и стал первым фильмом, в котором убийца был одет как Санта. «Чёрное Рождество» 1974 года считается влиятельной классикой жанра и, по словам Стивена Троуэра, в целом считается повлиявшим на «Хэллоуин» 1978 года. Жанр затух на несколько лет из-за обилия фильмов ужасов в конце 1970-х и начале 1980-х годов, но был возрождён фильмами «Гремлины» и «Тихая ночь, смертельная ночь» в 1984 году, расцвет продолжался с конца 80-х и по крайней мере до конца 2010-х годов. В 2024 году в прокат вышел фильм «Ужасающий 3», в котором клоун-убийца Арт предстаёт в образе Санты.

## Особенности жанра
Жанр обычно сочетает элементы ужасов с коллективными сезонными ожиданиями времени мира и добра. Жанр определяется ностальгической рождественской тематикой, как правило, со снегом, украшениями и музыкой, мерцающими огнями и колядующими, всё это призвано умиротворить зрителя, прежде чем вызвать чувство ужаса.
Рождественские романы и фильмы ужасов иногда основаны на элементах ужасов из различных рождественских традиций повествования — например, Крампус и Перхта из Центральной Европы и Грила из исландского фольклора наказывают злодеев, иногда в сотрудничестве с Санта-Клаусом, а каликандзары из Юго-Восточной Европы создают хаос в течение сезона. Изредка снимают фильмы, в которых насилие совершает сам Санта, но чаще убийца лишь гримируется под него.

## Популярность
Paste связал популярность жанра с контрастом насилия и страха с сезоном, который обычно рассматривается как время, когда от людей ожидают необычайной доброты: «всегда были люди, которые очень серьёзно относились к защите образа праздника. Возможно, разрушить этот институт (или хотя бы слегка подшутить над ним) просто слишком заманчиво, чтобы устоять».
The Hollywood Reporter предположил, что привлекательность жанра объясняется тем, что «Рождество — не самое счастливое время года для всех», и что рождественский хоррор даёт «средство для преодоления и контроля некоторых менее приятных аспектов, которые просачиваются в праздник».
Согласно NPR, популярность жанра очевидна: «Не так уж сложно доказать, что рождественские истории могут быть страшными… этот большой человек, пробирающийся к вам домой в полночь после того, как следил за вами весь год. Неудивительно, что существует целый жанр фильмов ужасов на рождественскую тематику».
Мэтью Дюпе, автор книги «Маленькое страшное Рождество: история рождественских фильмов ужасов», написал, что популярность жанра объясняется тем, что зрители «ищут волнующую альтернативу приторно-сладким, позитивным рождественским фильмам, которые можно найти на канале Hallmark». 
Рождественские хорроры снимаются в различных странах. «Кровавый Санта» Дика Маса (2010) вызвал споры среди голландских консерваторов. К канадским примерам жанра относятся «Мозг», «Приманки» и «Сторожка», к исландским — Unholy Night, к финским — «Санта на продажу». Примеры существуют во французской, испанской, бельгийской и болливудской киноиндустрии.

## Противодействие
В 1984 году выход фильма «Тихая ночь, смертельная ночь» вызвал протесты, вызванные рекламными материалами, в которых был изображён Санта-убийца с лозунгом: «Он знает, когда ты плохо себя вёл!» (это происходило во время, когда многие критики очерняли жанр ужасов и, в частности, жанр слэшера). Шесть версий телевизионной рекламы фильма были представлены в администрацию рекламного кодекса Ассоциации кинокомпаний, прежде чем она была одобрена.
Фильм также необычен тем, что в нём Рождество и, в частности, Санта-Клаус, полностью интегрированы в сюжетную линию. По словам редактора Fangoria Майкла Джингольда, в фильме «сцена за сценой демонстрируется ненависть к Рождеству».
Согласно документальному фильму 2006 года «Going to Pieces: The Rise and Fall of the Slasher Film», фильм «стал точкой возгорания, вызвав протесты по всей стране». Он был выпущен на Восточном побережье и в Среднем Западе в ноябре 1984 года компанией TriStar Pictures, но протесты и их общенациональное освещение привели к тому, что неделю спустя фильм был снят с проката. Некоторые кинотеатры, в том числе в Буффало и Бостоне, продолжали показывать его. В конечном итоге фильм был перевыпущен компанией Aquarius Film Releasing с рекламными материалами, в которых основное внимание уделялось тому, что фильм был настолько возмутительным, что «родители повсюду» «пытались запретить его», и не было никаких изображений Санты или отсылок к Рождеству.